# Max Scheffenegger
Max Scheffenegger (* 30. Mai 1883 in Kirchdorf an der Krems; † 24. März 1963 in Wien) war ein österreichischer Rechtsanwalt und Mitglied des Verfassungsgerichtshofes.

## Leben
Dr. jur. Max(imilian) Scheffenegger wurde als Sohn eines Gerichtsdieners geboren. Nach dem Studium der Rechte war er ab 1908 als Rechtspraktikant in Graz, später in Marburg (Maribor) und ab 1912 als Richter in Gonobitz (ehem. Untersteiermark, heute Slovenske Konjice) tätig. Im Ersten Weltkrieg war er Reserveoffizier und Militärrichter, ab 1919 Richter in St. Pölten. 1925 bekannte er sich zur Sozialdemokratie. 1928 wurde er in den Ruhestand versetzt, danach war er als Rechtsberater in der Gemeindeverwaltung von Atzgersdorf und als Strafverteidiger tätig. Im Februar 1934 wurde Scheffenegger wegen Hochverrats verhaftet, aber nach drei Wochen wieder freigelassen. Im Juli 1934 verteidigte er den sozialistischen Freiheitskämpfer Josef Gerl. Danach war er Rechtsanwalt in Wien. Vom April bis Dezember 1945 war er Unterstaatssekretär für Justiz in der Provisorischen Staatsregierung Renner 1945. Von 1946 bis 1953 war Scheffenegger Mitglied des Österreichischen Verfassungsgerichtshofes.
Er wurde am Neustifter Friedhof bestattet.
1971 wurde die Scheffeneggergasse in Wien-Liesing nach ihm benannt.

## Verdienste
Stets um kompromisslose Gerechtigkeit bemüht, war Scheffenegger Strafverteidiger für Sozialdemokraten (darunter der Februarkämpfer Josef Gerl), Kommunisten, Juden und Nationalsozialisten. Schon im Juni 1945 regte er die Abschaffung der Todesstrafe an. In mehreren Aufsätzen begründete er seinen Standpunkt. In seiner Eigenschaft als Standesvertreter trat Scheffenegger wiederholt öffentlich auf, u. a. entkräftete er Vorwürfe gegen die Justiz im Zusammenhang mit Egon Schieles Verhaftung im Jahre 1912.

## Publikationen
- Schluß mit der Todesstrafe. In: Die Zukunft. Heft 5, Mai 1947, S. 132f. (nachkriegsjustiz.at).
- Die Richter. In: Die Zukunft. Heft 10, Oktober 1947, S. 300–302 (nachkriegsjustiz.at).